# Don Walsh

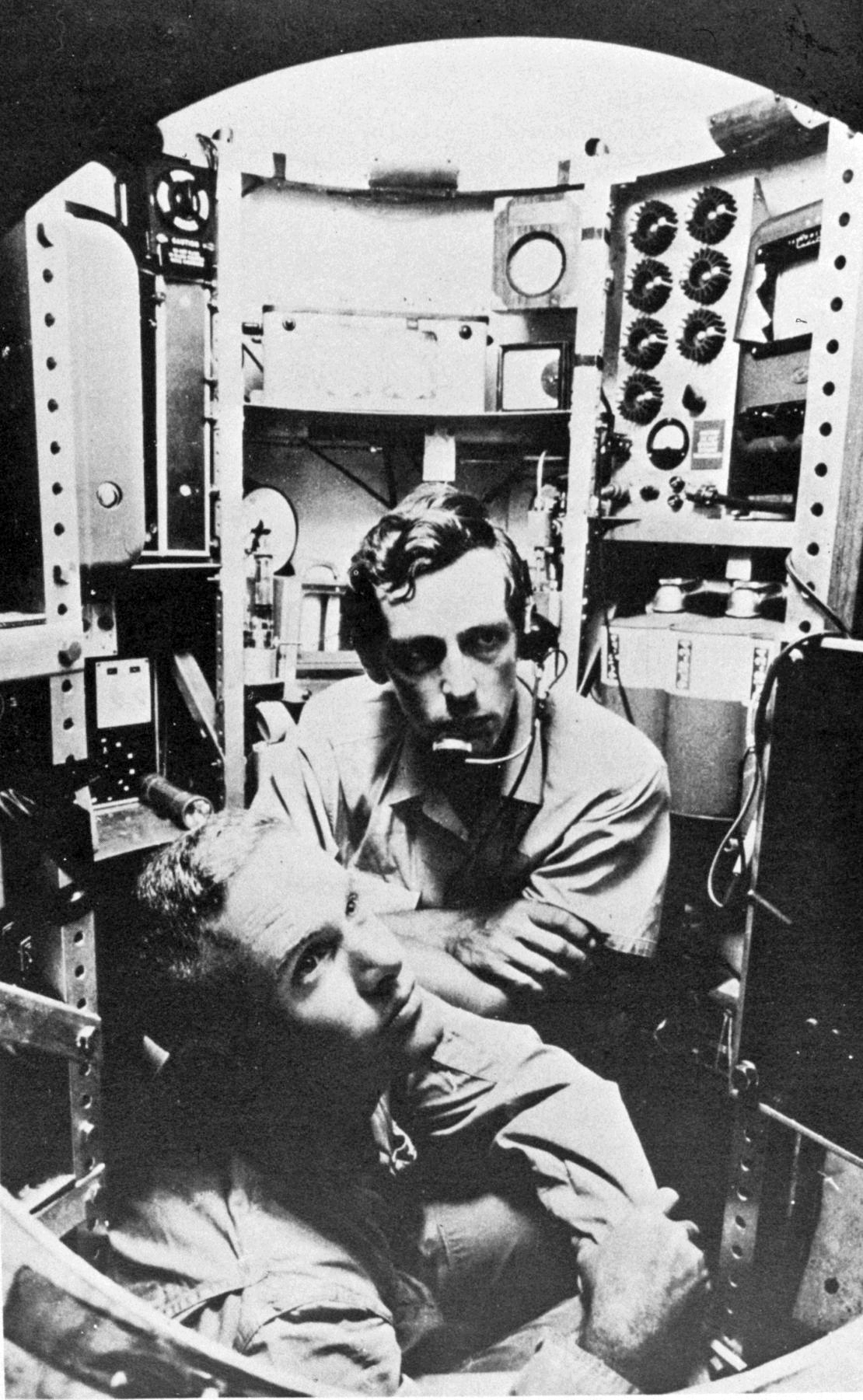
Luitenant Don Walsh, US Marines, en Jacques Piccard in de bathyscaaf Trieste, Mariananentrog, 1960. Foto Steve Nicklas.

Don Walsh (Berkeley (Californië), 2 november 1931 – Myrtle Point (Oregon), 12 november 2023) was een Amerikaans oceanograaf, onderzoeker, specialist in maritiem beleid en voormalig marinier. Hij was samen met Jacques Piccard de eerste die afdaalde naar de bodem van de Marianentrog op 23 januari 1960 aan boord van de bathyscaaf Trieste, het diepste punt van de wereldzeeën, een diepte van 10.911 meter.
Hij was erbij toen James Cameron terugkeerde van zijn eenmansduik naar de bodem van de Marianentrog op 26 maart 2012 en op 28 april 2019 toen Victor Vescovo met een duik in de Marianentrog van 10.928 meter diep het wereldrecord van de diepste duik met 16 meter verbrak. Walsh overleed op 92-jarige leeftijd.